# J. G. Anschütz

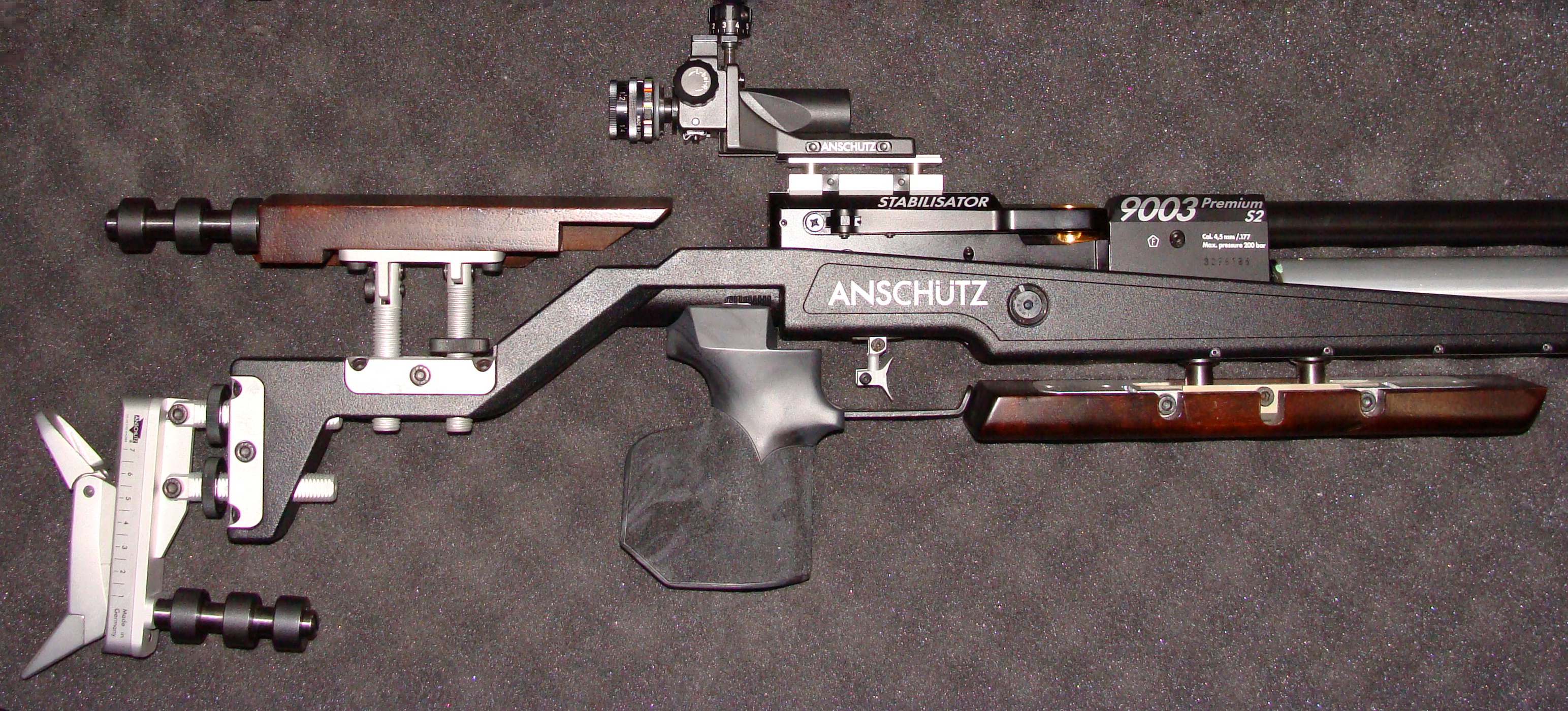
Anschutz 9003

J. G. Anschütz GmbH & Co. KG es un fabricante de armas de fuego basado en Ulm, Alemania, que produce fusiles y carabinas de fuego central y anular (calibres .17, .22 y .30-06, pistolas y carabinas de aire comprimido en calibre 4,5 mm) para caza y tiro deportivo. Sus carabinas son usadas por muchos competidores que participan en la disciplina de carabina tendido 50 metros del biatlón de los Juegos Olímpicos de Verano y los Juegos Olímpicos de Invierno.
La compañía ahg-Anschütz (una compañía "melliza" de J. G. Anschütz) está dedicada principalmente a la venta de accesorios como camisas y zapatos de tiro.
La compañía J. G. Anschütz es también el mayor accionista del fabricante de armas austriaco Steyr Sportwaffen GmbH.